# Odilon Guimarães Moreira
Odilon Guimarães Moreira (* 9. Januar 1939 in Presidente Bernardes, Minas Gerais, Brasilien) ist ein brasilianischer Geistlicher und römisch-katholischer Altbischof von Itabira-Fabriciano.

## Leben
Odilon Guimarães Moreira empfing am 23. Januar 1969 die Priesterweihe für das Bistum Caratinga.
Papst Johannes Paul II. ernannte ihn am 4. August 1999 zum Weihbischof in Vitória und Titularbischof von Flumenepiscense. Der Erzbischof von Vitória, Silvestre Luís Scandián SVD, spendete ihm am 24. Oktober desselben Jahres die Bischofsweihe; Mitkonsekratoren waren José Eugênio Corrêa, Altbischof von Caratinga, und Hélio Gonçalves Heleno, Bischof von Caratinga.
Am 22. Januar 2003 wurde er zum Bischof von Itabira-Fabriciano ernannt. Papst Benedikt XVI. nahm am 21. Februar 2013 seinen Rücktritt an.